# Bowling for Columbine (2002.)
Bowling for Columbine (hr. Ludi za oružjem) je američki dokumentarni film iz 2002. redatelja Michaela Moorea.

## Radnja filma
Film govori o industriji oružja, čovjekovom odnosu prema oružju i pokušava odgovoriti na pitanje zašto u SAD-u češće dolazi do smrtnih slučajeva vezanih za oružje, nego u drugim industrijskim zemljama. 

## O filmu
Jedan od razloga snimanje ovog filma je bio masakr, koji se odigrao 20. travnja 1999., u srednjoj školi Columbine, smještenoj u Columbineu, neinkorporiranom području okruga Jefferson u američkoj državi Colorado. Dva učenika, Eric Harris i Dylan Klebold, su tom prigodom napali na učenike i osoblje vatrenim oružjem, ubivši 12 učenika i jednog nastavnika, te ozlijedivši 21 učenika uz 3 koja su ozlijeđena tijekom pokušaja bijega iz škole. Napadači su nakon toga izvršili samoubojstvo. Moore istražuje pozadinu ubojstava prativši i što se dešavalo poslije toga, između ostalog je li Marilyn Manson inspirirao ubojice. Film je nagrađen Oscarom za najbolji dokumentarni film 2003. godine

## Vanjske poveznice
- Bowling for Columbine u internetskoj bazi filmova IMDb-a
- Bowling For Columbine.com  Arhivirana inačica izvorne stranice od 20. siječnja 2015. (Wayback Machine)